# Рене Йоенсен
Рене Йоенсен (фар. René Joensen, нар. 8 лютого 1993) — фарерський футболіст, півзахисник клубу «Клаксвік».
Виступав, зокрема, за клуб «Брондбю», а також національну збірну Фарерських островів.

## Клубна кар'єра
У дорослому футболі дебютував 2011 року виступами за команду «Брондбю», в якій провів три сезони, взявши участь в одному матчі чемпіонату. 
Згодом з 2014 по 2021 рік грав у складі команд «ГБ Торсгавн», «Вендсюссель», «Гріндавік» та «ГБ Торсгавн».
До складу клубу «Клаксвік» приєднався 2022 року. Станом на 20 лютого 2023 року відіграв за команду з Клаксвіка 24 матчі в національному чемпіонаті.

## Виступи за збірну
У 2012 році дебютував в офіційних матчах у складі національної збірної Фарерських островів.
| Дата       | Місто                  | Господарі          | Результат | Гості             | Турнір                               | Голи | Примітки |
| ---------- | ---------------------- | ------------------ | --------- | ----------------- | ------------------------------------ | ---- | -------- |
| 15-8-2012  | Рейк'явік              | Ісландія           | 2 – 0     | Фарерські острови | товариський матч                     | -    | 71'      |
| 19-11-2013 | Аттард                 | Мальта             | 3 – 2     | Фарерські острови | товариський матч                     | -    | 82'      |
| 29-3-2015  | Плоєшті                | Румунія            | 1 – 0     | Фарерські острови | Відбір до ЧЄ 2016                    | -    | 79'      |
| 13-6-2015  | Торсгавн               | Фарерські острови  | 2 – 1     | Греція            | Відбір до ЧЄ 2016                    | -    | 90'      |
| 8-10-2015  | Будапешт               | Угорщина           | 2 – 1     | Фарерські острови | Відбір до ЧЄ 2016                    | -    | 78'      |
| 3-6-2016   | Франкфурт-на-Майні     | Косово             | 2 – 0     | Фарерські острови | товариський матч                     | -    | 85'      |
| 6-7-2016   | Торсгавн               | Фарерські острови  | 0 – 0     | Угорщина          | Відбір до ЧС 2018                    | -    |          |
| 7-10-2016  | Рига                   | Латвія             | 0 – 2     | Фарерські острови | Відбір до ЧС 2018                    | -    | 73'      |
| 10-10-2016 | Торсгавн               | Фарерські острови  | 0 – 6     | Португалія        | Відбір до ЧС 2018                    | -    | 66'      |
| 13-11-2016 | Люцерн                 | Швейцарія          | 2 – 0     | Фарерські острови | Відбір до ЧС 2018                    | -    | 77'      |
| 9-6-2017   | Торсгавн               | Фарерські острови  | 0 – 2     | Швейцарія         | Відбір до ЧС 2018                    | -    | 61'      |
| 31-8-2017  | Порту                  | Португалія         | 5 – 1     | Фарерські острови | Відбір до ЧС 2018                    | -    | 80'      |
| 3-9-2017   | Торсгавн               | Фарерські острови  | 1 – 0     | Андорра           | Відбір до ЧС 2018                    | -    | 42' 54'  |
| 7-10-2017  | Торсгавн               | Фарерські острови  | 0 – 0     | Латвія            | Відбір до ЧС 2018                    | -    | 65'      |
| 10-10-2017 | Будапешт               | Угорщина           | 1 – 0     | Фарерські острови | Відбір до ЧС 2018                    | -    | 85'      |
| 22-3-2018  | Торсгавн               | Фарерські острови  | 1 – 1     | Латвія            | товариський матч                     | -    |          |
| 25-3-2018  | Торсгавн               | Фарерські острови  | 3 – 0     | Ліхтенштейн       | товариський матч                     | -    | 76' 81'  |
| 7-9-2018   | Торсгавн               | Фарерські острови  | 3 – 1     | Мальта            | Ліга націй УЄФА 2018-2019 - 1-й етап | 1    |          |
| 10-9-2018  | Приштина               | Косово             | 2 – 0     | Фарерські острови | Ліга націй УЄФА 2018-2019 - 1-й етап | -    |          |
| 11-10-2018 | Торсгавн               | Фарерські острови  | 0 – 3     | Азербайджан       | Ліга націй УЄФА 2018-2019 - 1-й етап | -    | 66'      |
| 14-10-2018 | Торсгавн               | Фарерські острови  | 1 – 1     | Косово            | Ліга націй УЄФА 2018-2019 - 1-й етап | 1    | 44'      |
| 20-11-2018 | Аттард                 | Мальта             | 1 – 1     | Фарерські острови | Ліга націй УЄФА 2018-2019 - 1-й етап | 1    |          |
| 23-3-2019  | Аттард                 | Мальта             | 2 – 1     | Фарерські острови | Відбір до ЧЄ 2020                    | -    | 33' 72'  |
| 26-3-2019  | Клуж-Напока            | Румунія            | 4 – 1     | Фарерські острови | Відбір до ЧЄ 2020                    | -    | 15'      |
| 10-6-2019  | Торсгавн               | Фарерські острови  | 0 – 2     | Норвегія          | Відбір до ЧЄ 2020                    | -    | 84'      |
| 5-9-2019   | Торсгавн               | Фарерські острови  | 0 – 4     | Швеція            | Відбір до ЧЄ 2020                    | -    | 45'      |
| 1-9-2021   | Торсгавн               | Фарерські острови  | 0 – 4     | Ізраїль           | Відбір до ЧС 2022                    | -    | 80'      |
| 4-9-2021   | Торсгавн               | Фарерські острови  | 0 – 1     | Данія             | Відбір до ЧС 2022                    | -    | 60', 84' |
| 9-10-2021  | Торсгавн               | Фарерські острови  | 0 – 2     | Австрія           | Відбір до ЧС 2022                    | -    | 6' 68'   |
| 12-11-2021 | Копенгаген             | Данія              | 3 – 1     | Фарерські острови | Відбір до ЧС 2022                    | -    | 49' 80'  |
| 15-11-2021 | Нетанья                | Ізраїль            | 3 – 2     | Фарерські острови | Відбір до ЧС 2022                    | -    |          |
| 26-3-2022  | Гібралтар              | Гібралтар          | 0 – 0     | Фарерські острови | товариський матч                     | -    |          |
| 29-3-2022  | Сан-Педро-дель-Пінатар | Ліхтенштейн        | 0 – 1     | Фарерські острови | товариський матч                     | -    | 45'      |
| 4-6-2022   | Стамбул                | Туреччина          | 4 – 0     | Фарерські острови | Ліга націй УЄФА 2022-2023 - 1-й етап | -    |          |
| 7-6-2022   | Торсгавн               | Фарерські острови  | 0 – 1     | Люксембург        | Ліга націй УЄФА 2022-2023 - 1-й етап | -    | 16', 67' |
| 14-6-2022  | Люксембург             | Люксембург         | 2 – 2     | Фарерські острови | Ліга націй УЄФА 2022-2023 - 1-й етап | -    |          |
| 22-9-2022  | Вільнюс                | Литва              | 1 – 1     | Фарерські острови | Ліга націй УЄФА 2022-2023 - 1-й етап | -    | 90'      |
| 25-9-2022  | Торсгавн               | Фарерські острови  | 2 – 1     | Туреччина         | Ліга націй УЄФА 2022-2023 - 1-й етап | -    | 22' 57'  |
| 16-11-2022 | Оломоуць               | Чехія              | 5 – 0     | Фарерські острови | товариський матч                     | -    |          |
| 19-11-2022 | Приштина               | Косово             | 1 – 1     | Фарерські острови | товариський матч                     | -    | 58'      |
| 24-3-2023  | Кишинів                | Молдова            | 1 – 1     | Фарерські острови | Відбір до ЧЄ 2024                    | -    |          |
| 27-3-2023  | Скоп'є                 | Північна Македонія | 1 – 0     | Фарерські острови | товариський матч                     | -    | 84'      |
| 17-6-2023  | Торсгавн               | Фарерські острови  | 0 – 3     | Чехія             | Відбір до ЧЄ 2024                    | -    |          |
| 20-6-2023  | Торсгавн               | Фарерські острови  | 1 – 3     | Албанія           | Відбір до ЧЄ 2024                    | -    | 49' 65'  |
| 7-9-2023   | Варшава                | Польща             | 2 – 0     | Фарерські острови | Відбір до ЧЄ 2024                    | -    | 74'      |
| 10-9-2023  | Торсгавн               | Фарерські острови  | 0 – 1     | Молдова           | Відбір до ЧЄ 2024                    | -    | 46'      |
| 12-10-2023 | Торсгавн               | Фарерські острови  | 0 – 2     | Польща            | Відбір до ЧЄ 2024                    | -    |          |
| 15-10-2023 | Пльзень                | Чехія              | 1 – 0     | Фарерські острови | Відбір до ЧЄ 2024                    | -    |          |
| 16-11-2023 | Осло                   | Норвегія           | 2 – 0     | Фарерські острови | товариський матч                     | -    | 46'      |
| Усього     |                        | Матчів             | 49        |                   | Голів                                | 3    |          |

## Досягнення
- Чемпіон Фарерських островів (3): 2020, 2022, 2023.
- Володар Кубка Фарерських островів (2): 2019, 2020
- Володар Суперкубка Фарерських островів (3): 2021, 2022, 2023.